# Save the last dance for me (Debbie)
Save the last dance for me is een single van Debbie. Het was een van haar zeven hit in de Mega top 50. Het was haar versie van Save the last dance for me, origineel uitgebracht door The Drifters. De bewerking was van Jacques Zwart. Het plaatje is opgenomen in de Bovema-geluidsstudio in Heemstede.

## Hitnotering

### Nederlandse Top 40
Geen notering; ze bleef in de tipparade op nummer 4 steken.

### NederlandseDaverende 30
| Positie: | 36 | 38 | 50 | uit |

### BelgischeBRT Top 30
| Positie: | 24 | uit |

### VlaamseUltratop 30
| Positie: | 29 | uit |